# Diadelia grisea
Diadelia grisea är en skalbaggsart som beskrevs av Stefan von Breuning 1969. Diadelia grisea ingår i släktet Diadelia och familjen långhorningar.
Artens utbredningsområde är Madagaskar. Inga underarter finns listade i Catalogue of Life.